# فرانک گولکه
فرانک گولکه (انگلیسی: Frank Gohlke؛ زادهٔ ۳ آوریل ۱۹۴۲) عکاس اهل ایالات متحده آمریکا است.
وی همچنین برندهٔ جوایزی همچون کمک‌هزینه گوگنهایم شده‌است.